# Thomas Freundner
Thomas Freundner (ur. 1961 w Dülmen) – niemiecki reżyser filmowy i scenarzysta.

## Filmografia

### Reżyser
- 1970 - Tatort
- 1995 - Bismarckpolka
- 1997 - S.O.S. Barracuda
- 2001 - Der Solist - Niemandsland
- 2006 - Bettis Bescherung
- 2006 - Das Unreine Mal
- 2008 - Juli mit Delphin
- 2009 - Królewna Śnieżka

### Scenarzysta
- 1970 - Tatort
- 1995 - Bismarckpolka
- 2006 - Bettis Bescherung
- 2006 - Das Unreine Mal
- 2008 - Juli mit Delphin